# Bruno Neves
Bruno Ricardo Fernandes Neves, conocido como Bruno Neves, (Oliveira de Azeméis, 5 de septiembre de 1981 - Amarante, 11 de mayo de 2008) fue un ciclista portugués, que fue profesional desde 2002 hasta 2008.
Neves murió durante la disputa de una carrera. En un principio se dijo que había sido consecuencia de una caída, pero días más tarde se descubrió que había sido causada por una para cardiorespiratoria y se destapó una red de dopaje.
Era cuñado del también ciclista João Cabreira.

## Palmarés
2004
- 1º en el Gran Premi Barbot y vencedor de una etapa

2005
- Vencedor de una etapa en el Gran Premio Abimota
- Vencedor de una etapa en la Vuelta a Portugal
- Vencedor dr una etapa en la Vuelta às Terras de Santa Maria Feira

2007
- 1º en el Gran Premi Barbot y vencedor de una etapa